# Saint-Élix
 Saint-Élix  là một xã của tỉnh Gers, thuộc vùng Occitanie, tây nam nước Pháp.